# Вазоконстрикція
Вазоконстрикція — це звуження кровоносних судин внаслідок скорочення м'язової стінки судин, зокрема великих артерій та дрібних артеріол. Цей процес протилежний вазодилатації, розширенню кровоносних судин. Цей процес особливо важливий для зупинки кровотечі та зменшення гострої крововтрати. Коли кровоносні судини звужуються, потік крові обмежується або зменшується, що призводить до утримання тепла тіла або збільшення судинного опору. Через це шкіра стає блідшою, оскільки до її поверхні надходить менше крові, що зменшує випромінювання тепла. У ширшому сенсі, вазоконстрикція є одним із механізмів, за допомогою якого організм регулює та підтримує середній артеріальний тиск.
Ліки, що викликають вазоконстрикцію, також відомі як вазоконстриктори, є одним із видів засобів, що використовуються для підвищення артеріального тиску. Генералізована вазоконстрикція зазвичай призводить до підвищення системного артеріального тиску, але вона також може виникати в певних тканинах, спричиняючи локальне зниження кровотоку. Ступінь вазоконстрикції може бути незначним або сильним залежно від речовини або обставин. Багато вазоконстрикторів також викликають розширення зіниць. До ліків, що викликають вазоконстрикцію, належать: антигістамінні препарати, деконгестанти та стимулятори. Сильна вазоконстрикція може призвести до появи переміжної кульгавості.

## Загальний механізм
Механізм, що призводить до вазоконстрикції, зумовлений підвищеною концентрацією кальцію (іонів Ca2+) у клітинах гладких м'язів судин. Однак, специфічні механізми підвищення внутрішньоклітинної концентрації кальцію залежать від вазоконстриктора. Гладком'язові клітини здатні генерувати потенціали дії, але цей механізм рідко використовується для скорочення судин. Гормональні або фармакокінетичні компоненти мають більш фізіологічно значуще значення. Двома поширеними стимулами, що викликають скорочення гладких м'язів, є циркулюючий адреналін та активація симпатичної нервової системи (шляхом вивільнення норадреналіну), яка безпосередньо іннервує м'яз. Ці сполуки взаємодіють з адренергічними рецепторами на поверхні клітин. Такі стимули призводять до каскаду передачі сигналів, що спричиняє збільшення внутрішньоклітинного надходження кальцію із саркоплазматичного ретикулуму через вивільнення кальцію, опосередковане інозитол 3 фосфатом, а також посилене надходження кальцію через сарколему крізь кальцієві канали. Утворюються внутрішньоклітинні комплекси кальцію з кальмодуліном, що, у свою чергу, активує міозинову кіназу легкого ланцюга. Цей фермент відповідає за фосфорилювання легкого ланцюга міозину для стимуляції циклу міжмісткових з'єднань.
Після підвищення внутрішньоклітинна концентрація кальцію повертається до нормального рівня за допомогою різноманітних білкових насосів та кальцієвих обмінників, розташованих на плазматичній мембрані та саркоплазматичному ретикулумі. Це зниження рівня кальцію усуває стимул, необхідний для скорочення, що дозволяє судині повернутися до вихідного стану.

## Причини
Фактори, що провокують вазоконстрикцію, можуть мати екзогенне або ендогенне походження. Температура навколишнього середовища є прикладом екзогенної вазоконстрикції. Звуження судин шкіри виникає через вплив сильного холоду. Прикладами ендогенних факторів є вегетативна нервова система, гормони та внутрішні механізми, властиві самій судинній системі (також звані міогенною реакцією).
Вплив води викликає вазоконстрикцію поблизу шкіри, що, у свою чергу, спричиняє зморшки.

### Екзогенні фактори
Прикладами є стимулятори, амфетаміни та антигістамінні препарати. Багато з них використовуються в медицині для лікування гіпотензії та як місцеві деконгестанти. Вазоконстриктори також використовуються клінічно для підвищення артеріального тиску або зменшення місцевого кровотоку. Вазоконстриктори, змішані з місцевими анестетиками, використовуються для збільшення тривалості місцевої анестезії шляхом звуження кровоносних судин, тим самим безпечно концентруючи анестетик протягом тривалого часу, а також зменшуючи кровотечу.
Шляхи введення можуть бути як системними, так і місцевими. Наприклад, псевдоефедрин приймають перорально, а фенілефрин застосовують місцево, закапуючи в носові проходи або очі. Приклади включають:
| Вазоконстриктори                               |
| ---------------------------------------------- |
| 25I-NBOMe                                      |
| Амфетаміни                                     |
| АМТ                                            |
| Антигістамінні препарати                       |
| Кофеїн                                         |
| Кокаїн                                         |
| ДОМ                                            |
| Ергометрин                                     |
| ЛСА                                            |
| ЛСД                                            |
| Метилфенідат                                   |
| Мефедрон                                       |
| Нафазолін                                      |
| Нікотин                                        |
| Оксиметазолін                                  |
| Фенілефрин                                     |
| Пропілгекседрин                                |
| Псевдоефедрин                                  |
| Стимулятори                                    |
| Тетрагідрозоліну гідрохлорид (в очних краплях) |
| Ксилометазолін                                 |

### Ендогенні фактори
Вазоконстрикція — це реакція організму, яка запобігає ортостатичній гіпотензії. Це частина петлі негативного зворотного зв'язку в організмі, в якій організм намагається відновити гомеостаз (підтримувати постійне внутрішнє середовище).
Наприклад, вазоконстрикція — це профілактика гіпотермії, при якій кровоносні судини звужуються, і кров повинна рухатися під вищим тиском, щоб активно запобігати гіпоксії. АТФ використовується як форма енергії для підвищення цього тиску, щоб нагріти тіло. Після відновлення гомеостазу регулюється кров'яний тиск і вироблення АТФ. Вазоконстрикція також відбувається в поверхневих кровоносних судинах теплокровних тварин при охолодженні навколишнього середовища. Цей процес перенаправляє потік нагрітої крові до центру тварини, запобігаючи втраті тепла.
| Вазоконстриктор                                                                                           | Рецептор (↑ = відкр. ↓ = закр.) На м'язі судинної стінки, якщо не вказано інше | Передача сигналу (↑ = збільш. ↓ = зниж.) |
| --- | ------------------------------------------------------------------------------ | --- |
| Розтягнення                                                                                               | ↑іонних каналів, що активуються розтягненням                                   | деполяризація --> - відкриття вольтаж-залежних кальцієвих каналів (первинне) --> ↑внутрішньоклітинного Ca2+ - ↑вольтаж-залежних натрієвих каналів --> - більша деполяризація --> відкриття вольтаж-залежних кальцієвих каналів --> ↑внутрішньоклітинного Ca2+ - ↓активності натрій-кальцієвого обмінника --> ↑внутрішньоклітинного Ca2+ |
| ATФ (внутриклітинний)                                                                                     | ↓ATФ-залежні K+ канали                                                         | деполяризація --> - відкриття вольтаж-залежних кальцієвих каналів (первинне) --> ↑внутрішньоклітинного Ca2+ - ↑вольтаж-залежних натрієвих каналів --> - більша деполяризація --> відкриття вольтаж-залежних кальцієвих каналів --> ↑внутрішньоклітинного Ca2+ - ↓активності натрій-кальцієвого обмінника --> ↑внутрішньоклітинного Ca2+ |
| АТФ (позаклітинний)                                                                                       | ↑P2X рецептор                                                                  | ↑Ca2+ |
| Нейропептид Y                                                                                             | NPY рецептор                                                                   | Активація Gi --> ↓цАМФ --> ↓активності протеїнкінази A--> ↓фосфориляції кінази легкого ланцюга міозину --> ↑активності кінази легкого ланцюга міозину --> ↑фосфориляція легкого ланцюга міозину (кальцій-незалежна) |
| Адренергічні агоністи e.g., адреналін, норадреналін, дофамін                                              | ↑α1 адренергічні рецептори                                                     | активація Gq --> ↑активація фосфоліпази С --> ↑інозитол 3 фосфату та ДАГ --> активація рецептора інозитол 3 фосфату в саркоплазматичному ретикулюмі --> ↑внутишньоклітинного Ca2+ |
| Тромбоксан                                                                                                | ↑тромбоксанові рецептори                                                       | активація Gq --> ↑активація фосфоліпази С --> ↑інозитол 3 фосфату та ДАГ --> активація рецептора інозитол 3 фосфату в саркоплазматичному ретикулюмі --> ↑внутишньоклітинного Ca2+ |
| Ендотелін                                                                                                 | ↑рецептор ендотеліну ETA                                                       | активація Gq --> ↑активація фосфоліпази С --> ↑інозитол 3 фосфату та ДАГ --> активація рецептора інозитол 3 фосфату в саркоплазматичному ретикулюмі --> ↑внутишньоклітинного Ca2+ |
| Ангіотензин II                                                                                            | ↑рецептор ангіотензину 1                                                       | - на гладеньких м'язах: активація Gq --> ↑активація фосфоліпази С --> ↑інозитол 3 фосфату та ДАГ --> активація рецептора інозитол 3 фосфату в саркоплазматичному ретикулюмі --> ↑внутишньоклітинного Ca2+ - На ендотелії: синтез ендотеліну                                                                                             |
| Ангіотензин II                                                                                            | відкриття вольтаж-залежних кальцієвих каналів --> ↑внутришньоклітинного Ca2+   | |
| Асиметричний диметиларгінін                                                                               |                                                                                | Зниження продукції NO |
| Антидіуретичний гормон (АДГ або вазопресин)                                                               | Аргінін вазопресин рецептор 1 (V1)                                             | Активація Gq --> ↑активності фосфоліпази С --> ↑інозитол 3 фосфату та ДАГ --> активація рецептора інозитол 3 фосфату в саркоплазматичному ретикулюмі --> ↑внутришньоклітинного Ca2+ |
| Антидіуретичний гормон (АДГ або вазопресин)                                                               | Аргінін вазопресин рецептор на ендотелії                                       | Продукція ендотеліну |
| - Products of активації тромбоцитів - Ендотоксин - Тромбін - Інсулін - Гіпоксія - Низьке напруження зсуву | Різні рецептори ендотелію                                                      | Продукція ендотеліну |

## Патологія
Вазоконстрикція може бути фактором, що сприяє еректильній дисфункції. Збільшення кровотоку до пеніса викликає ерекцію.
Неадекватна вазоконстрикція також може відігравати певну роль у вторинній гіпертензії.
Підсумовуючи, вазоконстрикція — це фізіологічний процес, який передбачає звуження кровоносних судин, зокрема артерій та артеріол, що призводить до зменшення кровотоку до певних тканин або органів. Це явище регулюється переважно скороченням гладком'язових клітин у стінках судин. Кілька факторів сприяють вазоконстрикції, включаючи вивільнення вазоконстрикторних речовин, таких як ендотелін та ангіотензин II, які відіграють вирішальну роль у модуляції судинного тонусу.
Крім того, активація симпатичної нервової системи, викликана стресом або іншими подразниками, призводить до вивільнення норадреналіну, нейромедіатора, який викликає вазоконстрикцію шляхом зв'язування з альфа-адренергічними рецепторами на гладком'язових клітинах. Звуження кровоносних судин призводить до збільшення периферичного опору, тим самим підвищуючи артеріальний тиск. Хоча вазоконстрикція є нормальним і важливим регуляторним механізмом для підтримки артеріального тиску та перерозподілу кровотоку під час різних фізіологічних процесів, її порушення регуляції може сприяти розвитку патологічних станів. Хронічна вазоконстрикція пов'язана з гіпертензією, яка є основним фактором ризику серцево-судинних захворювань, таких як інфаркт та інсульт. Більше того, порушення кровотоку внаслідок аномальної вазоконстрикції може сприяти ішемії тканин, яка може спостерігатися при таких станах, як хвороба Рейно. Розуміння патології вазоконстрикції має вирішальне значення для розробки цілеспрямованих терапевтичних стратегій лікування станів, пов'язаних з порушенням судинного тонусу.